# Matignon (Côtes-d'Armor)
Pour les articles homonymes, voir Matignon.
Matignon (/ma.ti.ɲɔ̃/) est une commune française située dans le département des Côtes-d'Armor en région Bretagne.

## Géographie

### Localisation
La ville est située à 6 km au sud-ouest de Saint-Cast-le-Guildo.

### Communes limitrophes
Les communes limitrophes sont Pléboulle, Saint-Cast-le-Guildo et Saint-Pôtan.
| Baie de la Fresnaye |             | Saint-Cast-le-Guildo |
| Pléboulle           | Matignon    |                      |
|                     | Saint-Pôtan |                      |

### Lieux-dits et écarts
Matignon a plusieurs lieux-dits et hameaux : Beau Soleil, Belêtre, Bellevue, Champs Fauvel, Le Clos, La Fontaine Gourrien, La Forge, L'Hôpital, L'Isle Avard, Saint-Jean, Saint-Germain de la Mer, Le Tertre aux Loups, La Vigne, Les Grandes Villes Audrain, Les Petites Villes Audrain, La Ville Coleu, Ville Samson.

### Hydrographie
Pour un article plus général, voir Réseau hydrographique des Côtes-d'Armor.
La commune est située dans le bassin Loire-Bretagne. Elle est drainée par le Rat, le ru de matignon et le ruisseau de Kermiton,,.
Le Rat, d'une longueur de 11 km, prend sa source dans la commune de Saint-Pôtan et se jette  dans le golfe de Saint-Malo au niveau de la commune de Pléboulle, après avoir traversé quatre communes. 

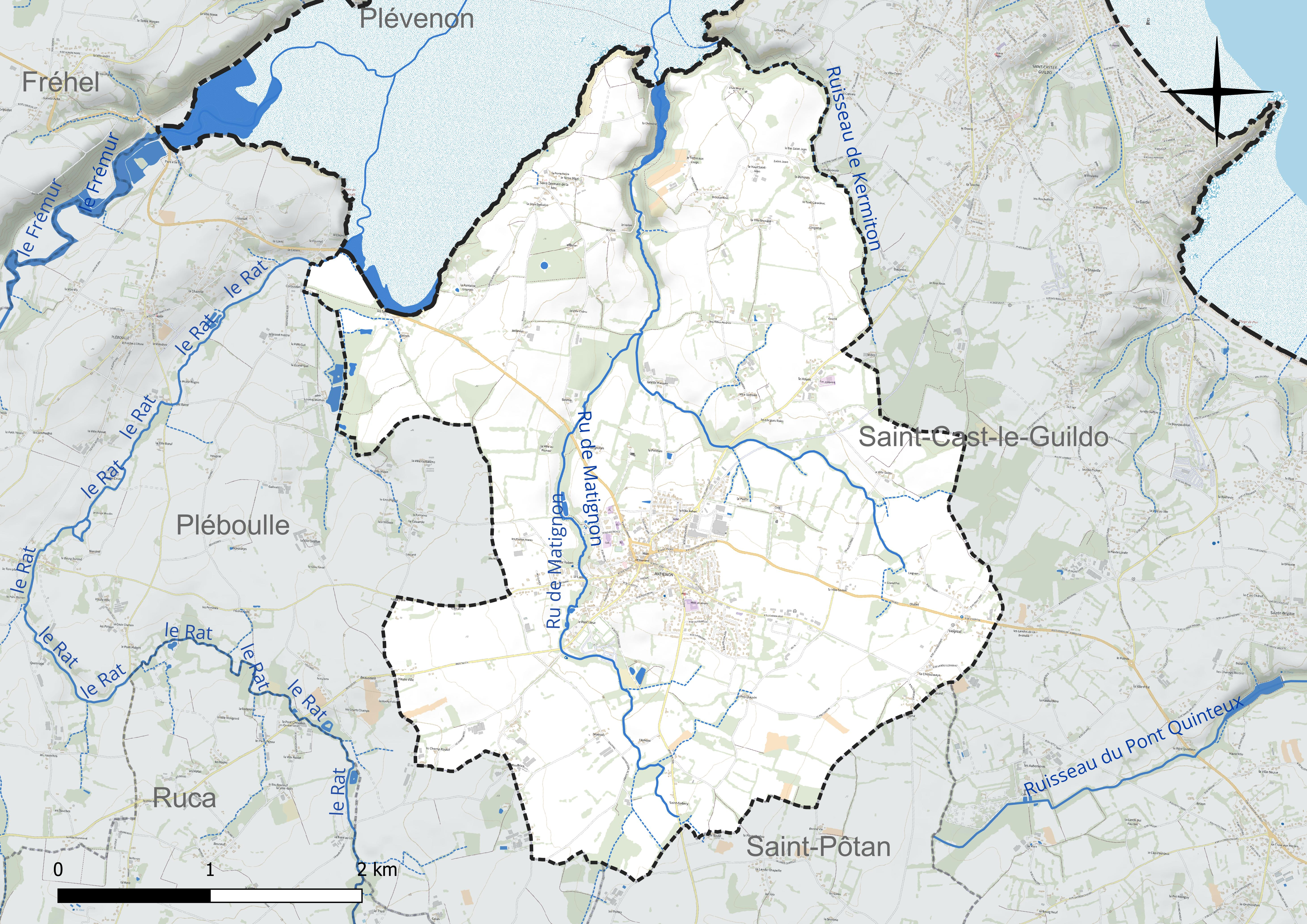
Réseau hydrographique de Matignon.

### Climat
Pour des articles plus généraux, voir Climat de la Bretagne et Climat des Côtes-d'Armor.
En 2010, le climat de la commune est de type climat océanique franc, selon une étude du Centre national de la recherche scientifique s'appuyant sur une série de données couvrant la période 1971-2000. En 2020, Météo-France publie une typologie des climats de la France métropolitaine dans laquelle la commune est exposée à un climat océanique et est dans une zone de transition entre les régions climatiques « Finistère nord » et « Bretagne orientale et méridionale, Pays nantais, Vendée ». Parallèlement l'observatoire de l'environnement en Bretagne publie en 2020 un zonage climatique de la région Bretagne, s'appuyant sur des données de Météo-France de 2009. La commune est, selon ce zonage, dans la zone « Littoral doux », exposée à un climat venté avec des étés cléments.
Pour la période 1971-2000, la température annuelle moyenne est de 11,3 °C, avec une amplitude thermique annuelle de 11,3 °C. Le cumul annuel moyen de précipitations est de 721 mm, avec 12,5 jours de précipitations en janvier et 6,4 jours en juillet. Pour la période 1991-2020, la température moyenne annuelle observée sur la station météorologique la plus proche, située sur la commune de Quintenic à 13 km à vol d'oiseau, est de 11,6 °C et le cumul annuel moyen de précipitations est de 769,8 mm,. Pour l'avenir, les paramètres climatiques de la commune estimés pour 2050 selon différents scénarios d'émission de gaz à effet de serre sont consultables sur un site dédié publié par Météo-France en novembre 2022.

## Urbanisme

### Typologie
Au 1er janvier 2024, Matignon est catégorisée bourg rural, selon la nouvelle grille communale de densité à 7 niveaux définie par l'Insee en 2022.
Elle est située hors unité urbaine et hors attraction des villes,.
La commune, bordée par la Manche, est également une commune littorale au sens de la loi du 3 janvier 1986, dite loi littoral. Des dispositions spécifiques d’urbanisme s’y appliquent dès lors afin de préserver les espaces naturels, les sites, les paysages et l’équilibre écologique du littoral, tel le principe d'inconstructibilité, en dehors des espaces urbanisés, sur la bande littorale des 100 mètres, ou plus si le plan local d’urbanisme le prévoit.

### Occupation des sols
L'occupation des sols de la commune, telle qu'elle ressort de la base de données européenne d’occupation biophysique des sols Corine Land Cover (CLC), est marquée par l'importance des territoires agricoles (89,2 % en 2018), en diminution par rapport à 1990 (91 %). La répartition détaillée en 2018 est la suivante :
terres arables (54,3 %), zones agricoles hétérogènes (33,6 %), zones urbanisées (6,4 %), forêts (4,1 %), prairies (1,3 %), zones humides côtières (0,3 %). L'évolution de l’occupation des sols de la commune et de ses infrastructures peut être observée sur les différentes représentations cartographiques du territoire : la carte de Cassini (XVIIIe siècle), la carte d'état-major (1820-1866) et les cartes ou photos aériennes de l'IGN pour la période actuelle (1950 à aujourd'hui).

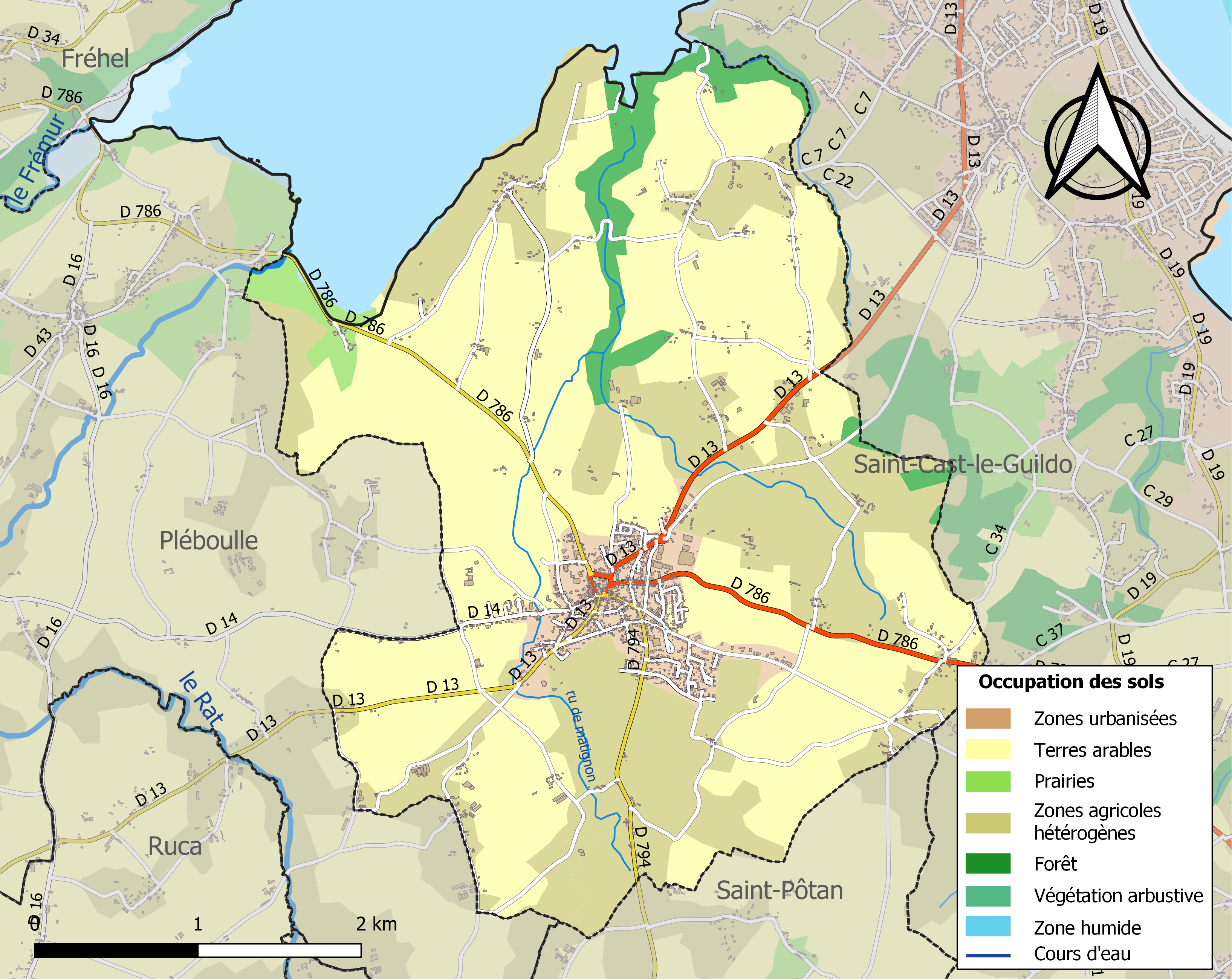
Carte des infrastructures et de l'occupation des sols de la commune en 2018 (CLC).

## Toponymie
Le nom de la localité est attesté sous les formes Mathinnhum en 1212, Matingnum et Matignon en 1219, Matignoni en 1249.
Il s'agit d'un toponyme d'origine gauloise avec l'élément [dunon] qui a évolué en [hun].
Le nom de la localité est attesté dans la littérature bretonne du XXe siècle sous la forme Matignon,. La forme bretonne proposée par l'Office public de la langue bretonne Matignon.
Ses habitants sont appelés les Matignonnais.

## Histoire

### Famille de Matignon
Les seigneurs de Matignon ont donné leur nom à plusieurs monuments en France.
La branche ainée de la famille de Goüyon, dit de Matignon, s'établit en 1421 en Normandie. Le château des Matignon se trouve à Torigni-sur-Vire dans le département français de la Manche.
À Paris, l'hôtel particulier parisien, actuelle résidence du Premier ministre de la France, a été bâti sur l'ordre de Christian-Louis de Montmorency-Luxembourg, prince de Tingry, qui en passa commande à l'architecte Jean Courtonne, en 1722 sur un terrain qu'il avait acheté en 1719. Les travaux s'étant révélés plus coûteux que prévu, le prince de Tingry dut vendre l'hôtel en voie d'achèvement à Jacques III de Goüyon, sire de Matignon et de la Roche Goüyon (l'actuel Fort-la-Latte), comte de Torigny, dès le 23 juillet 1723.
Au moment de l'acquisition, le nouveau propriétaire retira à Courtonne, soupçonné d'indélicatesse, le marché de travaux mais lui conserva la fonction d'architecte jusque dans les premiers mois de 1724. Lorsque Courtonne fut en définitive supplanté comme architecte par Antoine Mazin, le gros œuvre et la décoration extérieure étaient achevés et la décoration intérieure était en cours. Mazin se borna à réaliser le portail, dont Courtonne se plaignit d'ailleurs au motif que son couronnement était trop semblable à celui de l'hôtel.
Jacques III de Goüyon Matignon mourut le 14 janvier 1725. Son fils Jacques IV de Goüyon Matignon (1689-1751) en hérita et à la mort de son épouse Louise-Hippolyte Grimaldi en 1731 — devenue princesse de Monaco au début de l'année —, devint prince de Monaco sous le nom de Jacques Ier Grimaldi. Tous deux sont les premiers à occuper l'hôtel de Matignon,,.
L'actuel prince de Monaco porte parmi ses nombreux titres celui de sire de Matignon. Les liens dynastiques entre les Matignon et les Grimaldi explique que l'on appelle parfois plaisamment Monégasques les habitants de Matignon.

### XXesiècle

#### Belle Époque
Une ligne de tramway des Chemins de fer des Côtes-du-Nord est mise en service le 17 septembre 1906 entre Plancoët et Saint-Cast ; elle comprend neuf stations (Plancoët, Créhen, Ville-Genouhan, Le Guildo, La Grohendais, Les Aubénières, Matignon, Saint-Cast et l'Île Saint-Cast) et est desservie trois fois par jour, le tramway mettant 54 minutes à parcourir la totalité du parcours. Longue de 18,7 km, elle était à l'origine isolée du reste du réseau auquel elle ne fut raccordée qu'en 1926 par les lignes allant d'Yffiniac à Matignon et du Guildo à Saint-Briac. Elle ferma en février 1939, rouvrant toutefois temporairement pendant la Seconde Guerre mondiale.
Paul Sébillot décrit ainsi Matignon à la veille de la Première Guerre mondiale : « Agglomération de 600 à 700 habitants, la petite ville, qui est désignée sous ce titre depuis le Moyen Âge, occupe un plateau, dont le versant est assez escarpé vers l'ouest, à partir d'un ruisseau qui le contourne de ce côté. Bien que distante à peine de 2 ou 3 kilomètres de la mer, qui borde la commune pendant plus d'une lieue, elle ne possède pas le moindre port ».

#### Guerres duXXesiècle
Le monument aux Morts porte les noms de 79 soldats morts pour la Patrie :
- 64 sont morts durant la Première Guerre mondiale.
- 12 sont morts durant la Seconde Guerre mondiale.
- 2 sont morts durant la guerre d'Algérie.
- 1 est mort durant la guerre d'Indochine.

## Population et société

### Démographie
L'évolution du nombre d'habitants est connue à travers les recensements de la population effectués dans la commune depuis 1793. Pour les communes de moins de 10 000 habitants, une enquête de recensement portant sur toute la population est réalisée tous les cinq ans, les populations de référence des années intermédiaires étant quant à elles estimées par interpolation ou extrapolation. Pour la commune, le premier recensement exhaustif entrant dans le cadre du nouveau dispositif a été réalisé en 2008.

En 2022, la commune comptait 1 738 habitants, en évolution de +5,21 % par rapport à 2016 (Côtes-d'Armor : +1,78 %, France hors Mayotte : +2,11 %).
| 1793  | 1800 | 1806  | 1821  | 1831  | 1836  | 1841  | 1846  | 1851  |
| ----- | ---- | ----- | ----- | ----- | ----- | ----- | ----- | ----- |
| 1 054 | 996  | 1 075 | 1 080 | 1 172 | 1 253 | 1 307 | 1 361 | 1 356 |

| 1856  | 1861  | 1866  | 1872  | 1876  | 1881  | 1886  | 1891  | 1896  |
| ----- | ----- | ----- | ----- | ----- | ----- | ----- | ----- | ----- |
| 1 365 | 1 305 | 1 369 | 1 364 | 1 479 | 1 545 | 1 545 | 1 506 | 1 555 |

| 1901  | 1906  | 1911  | 1921  | 1926  | 1931  | 1936  | 1946  | 1954  |
| ----- | ----- | ----- | ----- | ----- | ----- | ----- | ----- | ----- |
| 1 553 | 1 552 | 1 566 | 1 481 | 1 443 | 1 469 | 1 499 | 1 415 | 1 378 |

| 1962  | 1968  | 1975  | 1982  | 1990  | 1999  | 2006  | 2008  | 2013  |
| ----- | ----- | ----- | ----- | ----- | ----- | ----- | ----- | ----- |
| 1 327 | 1 417 | 1 591 | 1 609 | 1 613 | 1 537 | 1 557 | 1 563 | 1 633 |

| 2018  | 2022  | - | - | - | - | - | - | - |
| ----- | ----- | - | - | - | - | - | - | - |
| 1 671 | 1 738 | - | - | - | - | - | - | - |

## Culture locale et patrimoine

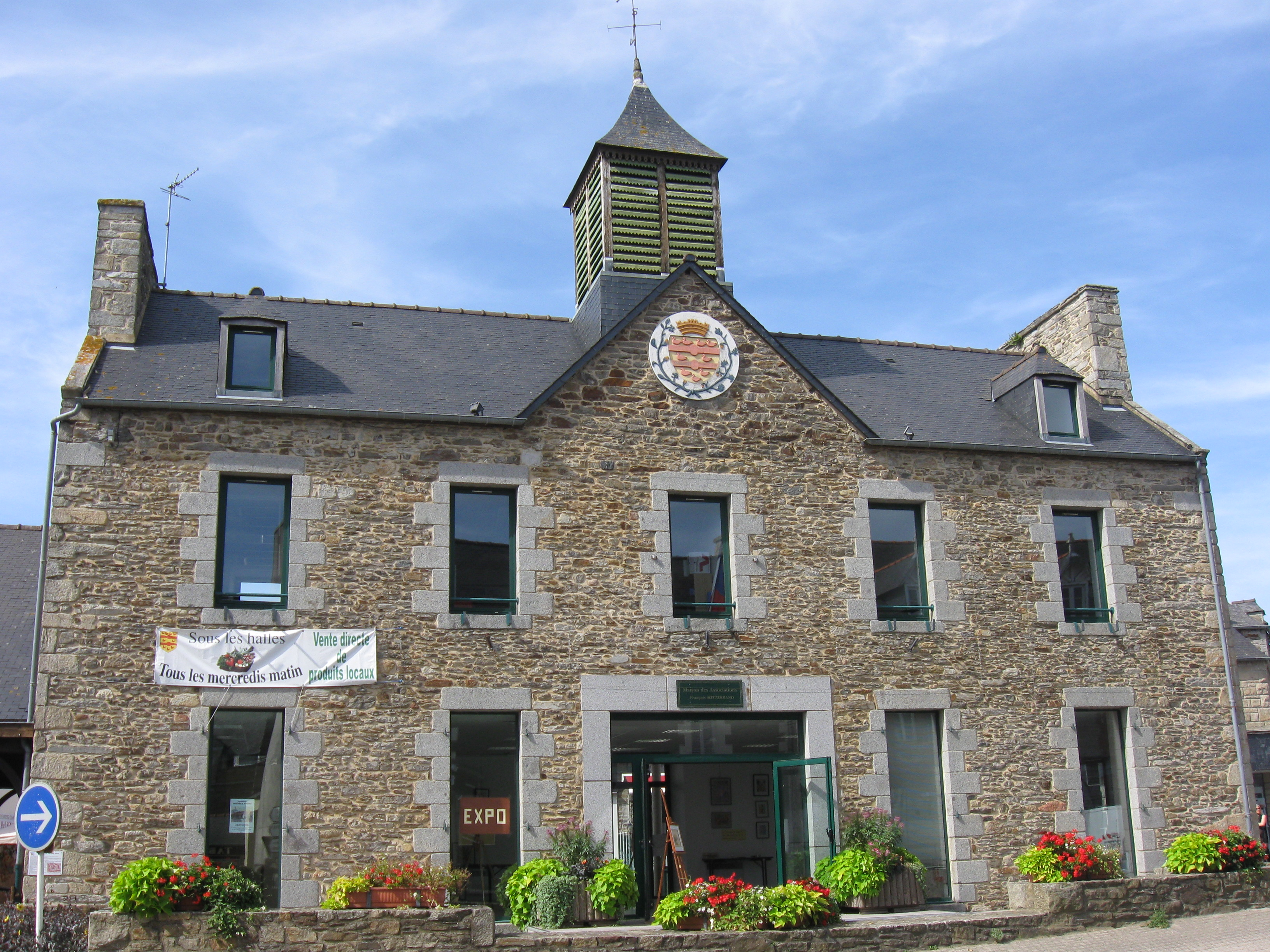
Halles de Matignon.

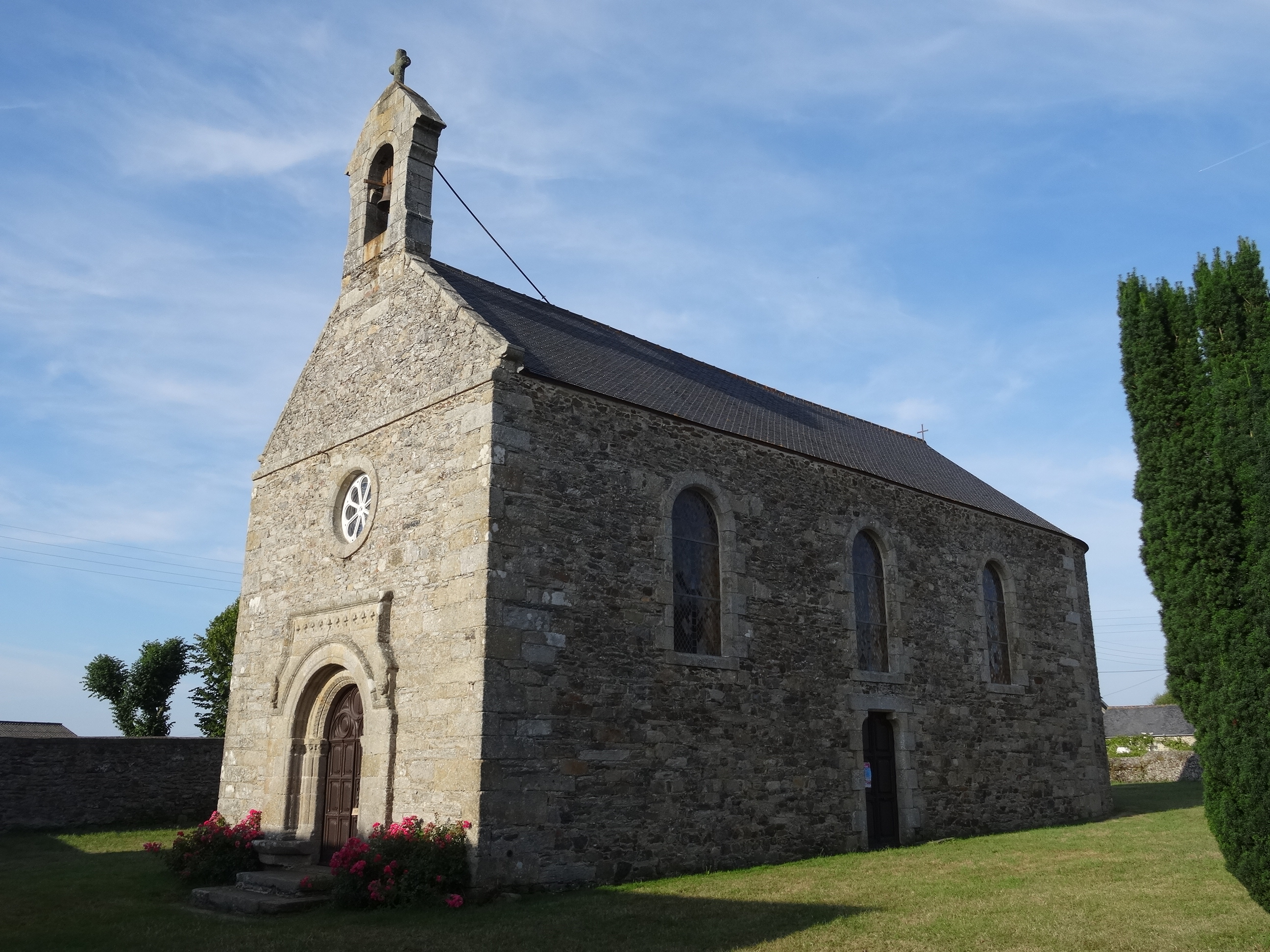
la chapelle de Saint-Germain de la Mer.

### Lieux et monuments
- Manoir de la Chesnaye-Taniot, XVIIIe siècle,  Inscrit MH (1964, Façades et toitures ; escalier central ; grande salle du premier étage avec ses boiseries)[43].
- Manoir de la Vigne, XVIe siècle,  Inscrit MH (1976, Façades et toitures du manoir et des deux bâtiments de ferme)[44].
- Église Notre-Dame du XIXe siècle.
- Halles reconstruites au XIXe siècle.
- Chapelle de Saint-Germain de la Mer (XIXe siècle), reconstruite sur les fondations d'une ancienne église dont elle a conservé l'ancien porche. L’arc de plein cintre orné de dents de loup est supporté par des colonnettes prismatiques. Il est surmonté d’une archivolte à retour décorée d’une frise de dix quadrilobes. Généralement datée du XIIe siècle, le porche pourrait dater en fait du XVe siècle même si cette datation le rendrait très atypique[45]. La chapelle possède un riche mobilier :  fonts baptismaux du XIIIe siècle[46], statues (XVIe siècle et XVIIe siècle), retable du XVIIIe siècle[47]. Voir aussi : Bénitier de la chapelle de Saint-Germain de la Mer

### Personnalités liées à la commune
- La famille de Goüyon-Matignon (Hôtel Matignon, à Paris)
  - Son Altesse Sérénissime Albert II de Monaco porte le titre de Sire de Matignon.
- La Famille de La Moussaye.
- Antoine-Joseph Jobert de Lamballe (1802-1867), médecin, pionnier de la chirurgie.
- Paul Sébillot (1843-1918) : ethnologue, écrivain et peintre, né à Matignon.

### Héraldique
| Blason | Blasonnement : D'or à deux fasces nouées de gueules, accompagnées de neuf merlettes du même ordonnées en orle 4, 2 et 3. |